# Harmonicon rufescens
Harmonicon rufescens is een spinnensoort uit de familie Dipluridae. De wetenschappelijke naam van de soort werd voor het eerst geldig gepubliceerd in 1896 door Frederick Octavius Pickard-Cambridge.
De soort komt voor in Brazilië.